# Psilotreta pyonga
Psilotreta pyonga är en nattsländeart som beskrevs av Olah 1985. Psilotreta pyonga ingår i släktet Psilotreta och familjen böjrörsnattsländor. Inga underarter finns listade i Catalogue of Life.